# 玉茗堂四梦
玉茗堂四夢，又稱臨川四夢，是明代劇作家湯顯祖（江西臨川人，堂號玉茗堂）所創作的四部傳奇戲劇作品，包括《牡丹亭》、《紫釵記》、《邯鄲記》和《南柯記》。因四劇皆以夢境為關鍵情節，故合稱「四夢」。
「玉茗堂四夢」各具特色，明代文學家王思任曾評其主旨：「《邯鄲》，仙也；《南柯》，佛也；《紫釵》，俠也；《牡丹亭》，情也」。其中以《牡丹亭》藝術成就最高，該劇突破傳統禮教束縛，描寫杜麗娘因夢生情、死而復生的故事，問世後即廣受推崇，被認為超越元代《西廂記》的愛情主題表現。
這四部作品代表明代傳奇戲劇的巔峰成就，在中國戲劇史上具有重要地位。中國戲曲學者青木正兒在其《中國近世戲曲史》中，將湯顯祖譽為「東方的莎士比亞」。2016年，為紀念湯顯祖逝世400週年，中國與英國曾聯合舉辦「臨川四夢」系列演出活動。